# Malliary
G. Malliary war ein französischer Hersteller von Automobilen.

## Unternehmensgeschichte
Das Unternehmen G. Malliary aus Puteaux begann 1901 mit der Produktion von Automobilen. Der Markenname lautete Malliary. Im gleichen Jahr endete die Produktion bereits wieder.

## Fahrzeuge
Das Unternehmen stellte nur ein Modell her. Für den Antrieb sorgte ein Einzylindermotor mit 5,5 PS Leistung. Der Motor war vorne im Fahrzeug montiert und trieb über eine Kardanwelle die Hinterachse an. Als Fahrgestell diente ein Rohrrahmen.